# Ruth Sieler
Ruth Sieler (* 27. Dezember 1911 in Posen; † 22. April 1976 in Stuttgart) war eine deutsche Musikpädagogin und Rhythmiklehrerin.

## Leben
Ruth Sieler besuchte eine Schule in Halle und das Gymnasium in Luckenwalde (bei Berlin). Von 1931 bis 1937 studierte sie an der Universität Berlin Musikwissenschaften und Kunstgeschichte. Zusätzlich belegte sie an der Berliner Hochschule für Musik die Fächer Klavier und Musikpädagogik. Sie absolvierte noch die Ausbildung zur Lehrerin an Musikschulen an der staatlichen Akademie für Kirchen- und Schulmusik in Berlin-Charlottenburg.
Danach übernahm Ruth Sieler eine Assistentinnenstelle beim Kinderchor des Deutschlandsenders. Von 1940 bis 1942 war sie Musikreferentin im Bund Deutscher Mädel (BDM). In dieser Zeit hatte sie viel Kontakt mit Elfriede Feudel. Aus politischen Gründen beendete sie ihre Tätigkeit beim BDM. Dann ging sie zu Elfriede Feudel an die Leipziger Hochschule für Musik. 1944 schloss sie erfolgreich die Prüfung im Hauptfach „Rhythmisch-musikalische Erziehung“ ab. 1945 wurde ihre Tochter Cornelia geboren. 1946 starb ihr Lebenspartner, der Organist und Kapellmeister Hendrik van Kogelenberg.
Von 1946 bis 1949 arbeitete Ruth Sieler als Pianistin und Komponistin, von 1949 bis 1963 als Lehrerin an den Musikschulen in Dortmund und Münster an der Ruhr. Von 1963 bis 1969 war sie Dozentin für Musik und Rhythmik in Stuttgart, von 1970 bis 1974 Leiterin von Fortbildungskursen für Kindergärtnerinnen des Caritas-Verbandes. Zudem legte sie 1960 in England das Lehrexamen für Bambusflötenbau ab. 1960–1968 zeichnete sie als Schriftleiterin der Zeitschrift "Rhythmische Erziehung", dabei arbeitete sie eng mit den Wegbereiterinnen der Rhythmik in Deutschland wie Elfriede Feudel, Mimi Scheiblauer und Charlotte Pfeffer zusammen, um nur einige der vielen zu nennen.
Wenig bekannt ist, dass Ruth Sieler mehrere Kinderopern sowie szenische Spiele für Kinder komponiert und getextet hat wie z. B. „Das Winteraustreibespiel“, „Das Gartenspiel“, „Das tapfere Schneiderlein“, „Das Küchenspiel“, "Die bimbambolische Schule" und „Pinocchio“. Aus gesundheitlichen Gründen zog sich Ruth Sieler dann immer mehr zurück, auch die negativen Erfahrungen in den 1970er Jahren in der Erzieherausbildung mit Musik und Bewegung trugen zu ihrem Rückzug bei: „Letztes Zeugnis ihres scharfen Denkens ist der kleine, kurz vor ihrem Tode verfasste Artikel zum Wort 'Rhythmik'. Darin setzt sie sich vehement dafür ein, vom Fach Rhythmik zu sprechen, und nicht dem 'deutschen Hang zu komplizierten Tiefgründeleien' zusammengesetzte Bezeichnungen oder gar Umschreibungen dafür zu gebrauchen“ (Ring/Steinmann 1997, S. 264).

## Werke
- Rhythmikstunden mit Kindern, Stuttgart 1964
- Mit Geräuschinstrumenten Musik machen, Frankfurt 1971
- Lernen mit Musik und Bewegung. Rhythmik in der Kindervorschule, Stuttgart 1972
- Kindertänze und Rhythmikspiele, Frankfurt 1976
- Dieses Wort "Rhythmik" ist unersetzbar ohne Kompromisse, in: Rhythmik in der Erziehung, 1976/H. 3, S. 12 f